# 馬特羅諾-瓦西里夫卡
47°31′57″N 32°58′20″E / 47.53250°N 32.97222°E
馬特羅諾-瓦西里夫卡（烏克蘭語：Матроно-Василівка）是位於烏克蘭南部的村莊，由尼古拉耶夫州巴什坦卡區的沃洛季米里夫卡市鎮負責管轄。該村始建於1922年，面積0.28平方公里，海拔高度54米，2001年人口36，人口密度每平方公里128.6人。